# Zjednoczenie Drobnych Rolników
Zjednoczenie Drobnych Rolników (lit. Mažųjų laukininkų susivienijimas, MLS) – litewska partia polityczna działająca na terenie Kraju Kłajpedy powstała w 1923 roku. 
Ugrupowanie zostało powołane do życia po aneksji regionu Kłajpedy przez Litwę w styczniu 1923 roku. Reprezentowało interesy mieszkających w okręgu Litwinów, głównie - jak mówi nazwa - drobnych rolników. Partia reprezentowana była w organach samorządowych okręgu kłajpedzkiego, startowała też w wyborach do Sejmu Kłajpedy. 19 października 1925 roku uzyskała 2,7 tys. głosów zdobywając 2 mandaty, dwa lata później 5,5 tys. głosów i 3 miejsca w sejmiku, w 1930 roku - 6,9 tys. i 4 mandaty, w 1932 roku poniosła porażkę zdobywając jedynie 4,9 tys. głosów i 2 z 5 litewskich miejsc w parlamencie kłajpedzkim. 
Ugrupowanie zostało rozwiązane po włączeniu Kłajpedy w skład Niemiec w marcu 1939 roku.